# Zandschan (Provinz)

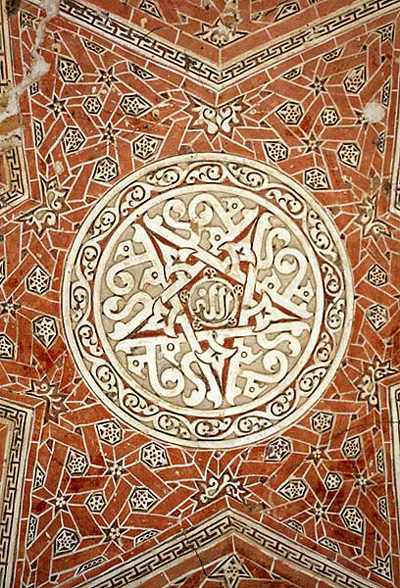
Ornamentale Schriftzüge im Öldscheitü-Mausoleum, Soltanije

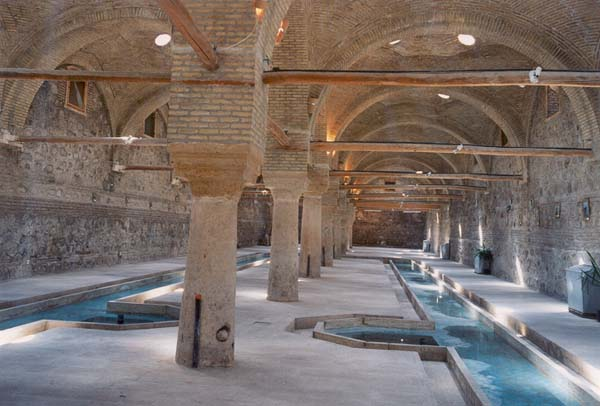
Wäscherei aus der Kadscharenzeit – heute ein Museum für Anthropologie

Zandschan (persisch استان زنجان, DMG Ostān-e Zanǧān, ‚Provinz Zanjan‘, aserbaidschanisch Zəncan; anders transkribiert auch Zanjan bzw. Zanjān) ist eine der 31 Provinzen Irans. Hauptstadt ist die gleichnamige Stadt Zandschan.

## Geographie
Zandschan liegt zwischen Teheran im Osten, der kaspischen Region im Norden und den beiden āzarbāydschānischen Provinzen des Iran im Westen. Wichtige Städte sind Zandschan, Alvand und Chorramdarreh. Der Großteil der Einwohner sind Aserbaidschaner.
Die Provinz gehört zu den industriell wichtigsten Gebieten des Irans. Daneben ist das Handwerk in Zandschan bekannt.
In der Geografie des Ptolemaios I. war Zandschans Name Aganzana. Er sagte, dass der sassanidische Schah Ardaschir I. die Stadt wieder aufbaute und sie Schahin nannte. Aber später wurde der alte Name, allerdings in der arabischen Version, Zangan benutzt. Das Gebiet der heutigen Provinz Zandschan wurde Chamseh, was Provinz mit fünf Stämmen bedeutet, genannt.

## Verwaltungsgliederung
Die Provinz Zandschan gliedert sich in acht Landkreise:
- Abhar
- Chodabandeh
- Chorramdarreh
- Eedschrud
- Mahneschan
- Soltaniye
- Tarom
- Zandschan

## Sehenswürdigkeiten
Zwischen 1302 und 1312 entstand das heute noch in Großteilen erhaltene Öldscheitü-Mausoleum in Soltaniye, das ursprünglich für Ali ibn Abi Talib (Vetter und Schwiegersohn Mohammeds) und dessen Sohn Hossein bestimmt war. Letztlich wurde der Bauherr, Mongolensultan Öldscheitü Chodabande, höchstselbst darin begraben. Das Öldscheitü-Mausoleum wurde im Jahre 2005 von der UNESCO zum Weltkulturerbe ernannt.
Sehenswert in Zandschan ist auch die Wäscherei aus der Kadscharenzeit. Das Gebäude beherbergt heute ein Museum für Anthropologie.

## Hochschulen
- Zandschan-Universität
- Islamische Azad-Universität von Abhar
- Islamische Azad-Universität von Zandschan
- Institut für Fortgeschrittene Studien in Basiswissenschaften (IASBS)
- Zandschan PNU